# Kostur (miasto Pirot)
Kostur (cyr. Костур) – wieś w Serbii, w okręgu pirockim, w mieście Pirot. W 2011 roku liczyła 241 mieszkańców.